# 阿夫拉米夫卡 (第聶伯羅彼得羅夫斯克州)
48°11′10″N 35°51′10″E / 48.18611°N 35.85278°E
阿夫拉米夫卡（烏克蘭語：Аврамівка），是烏克蘭的村落，位於該國中部第聶伯羅彼得羅夫斯克州，由錫內利尼科韋區瓦西里基夫卡市镇負責管轄，分別距離新彼得里夫斯凱1公里和克魯托亞爾卡2公里，2022年人口222。